# Hammerstein (Rhénanie-Palatinat)
Pour les articles homonymes, voir Hammerstein (homonymie).
Hammerstein est une municipalité viticole du Verbandsgemeinde Bad Hönningen, dans l'arrondissement de Neuwied, en Rhénanie-Palatinat, dans l'ouest de l'Allemagne.

## Géographie
La commune se situe dans la région du moyen Rhin allemand sur la rive droite du fleuve, entre les localités de Rheinbrohl au nord et Leutesdorf au sud, faisant entièrement partie du parc naturel Rhin-Westerwald.
Le village se compose des endroits de Oberhammerstein (Hammerstein le haut) au sud et Niederhammerstein (Hammerstein le bas) au nord, qui étaient jadis des localités autonomes, avant leur unification le 1er avril 1934. Hammerstein présente la disposition typique d’un « village-rue » le long de l’axe du ruisseau « Hammersteinerbach », perpendiculaire au Rhin pour Niederhammerstein, et longeant le Rhin et la route fédérale B42 (surtout pour Oberhammerstein). Entre ces deux parties du village coule le ruisseau « Kerbergsbach » avant de se jeter dans le Rhin. À l’extrémité sud-est se trouve le point culminant (370 mètres au-dessus du niveau de la mer) du territoire de la commune, dont fait également partie la plus grande section de l’ile du Rhin « Hammersteiner Werth », près de Oberhammerstein. L’extrémité sud de cette même ile se situe sur le territoire du village voisin de Leutesdorf. La totalité de l’est du territoire communal, faisant suite aux vignes, sur les collines boisées de la dorsale Rhin-Wied, est inhabitée, à l’exception de la ferme du Weierhof à la limite du territoire de la ville de Neuwied.

## Histoire
La partie est du territoire de la commune fut traversée par la fortification romaine du limes de Germanie supérieure qui délimita l’empire romain. Il s’y trouva également un petit fort romain « Kleinkastell Am Forsthofweg (de) ».
Les villages Niederhammerstein et Oberhammerstein se sont développés sous la protection du château fort de Hammerstein qui surplombait le Rhin sur un rocher au sud de la commune et dont les ruines sont encore visibles aujourd’hui.

## Sites touristiques

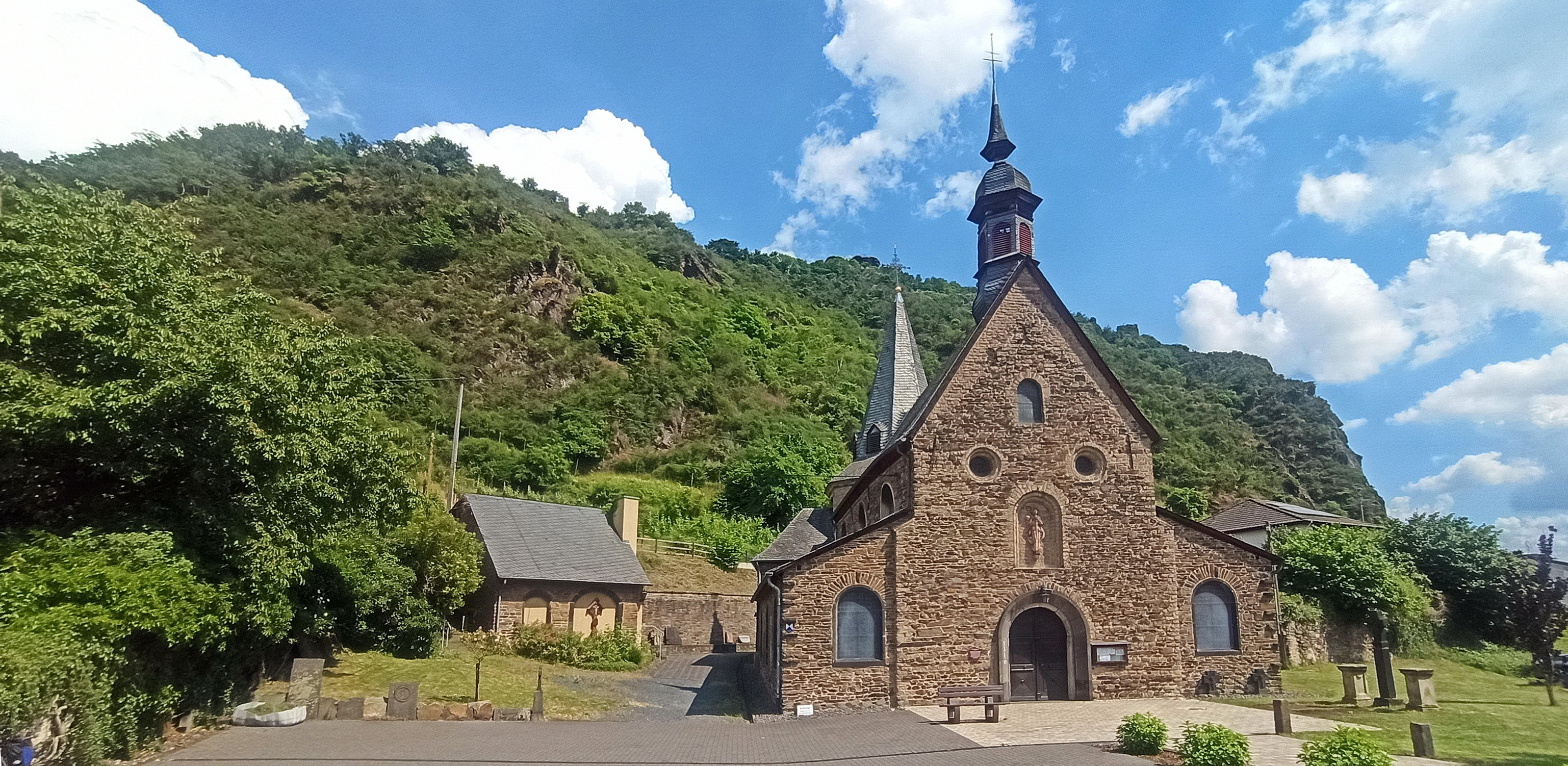
Église Saint-Georges. En arrière-plan à droite : Le rocher surplombant le Rhin avec ruine du château fort de Hammerstein.

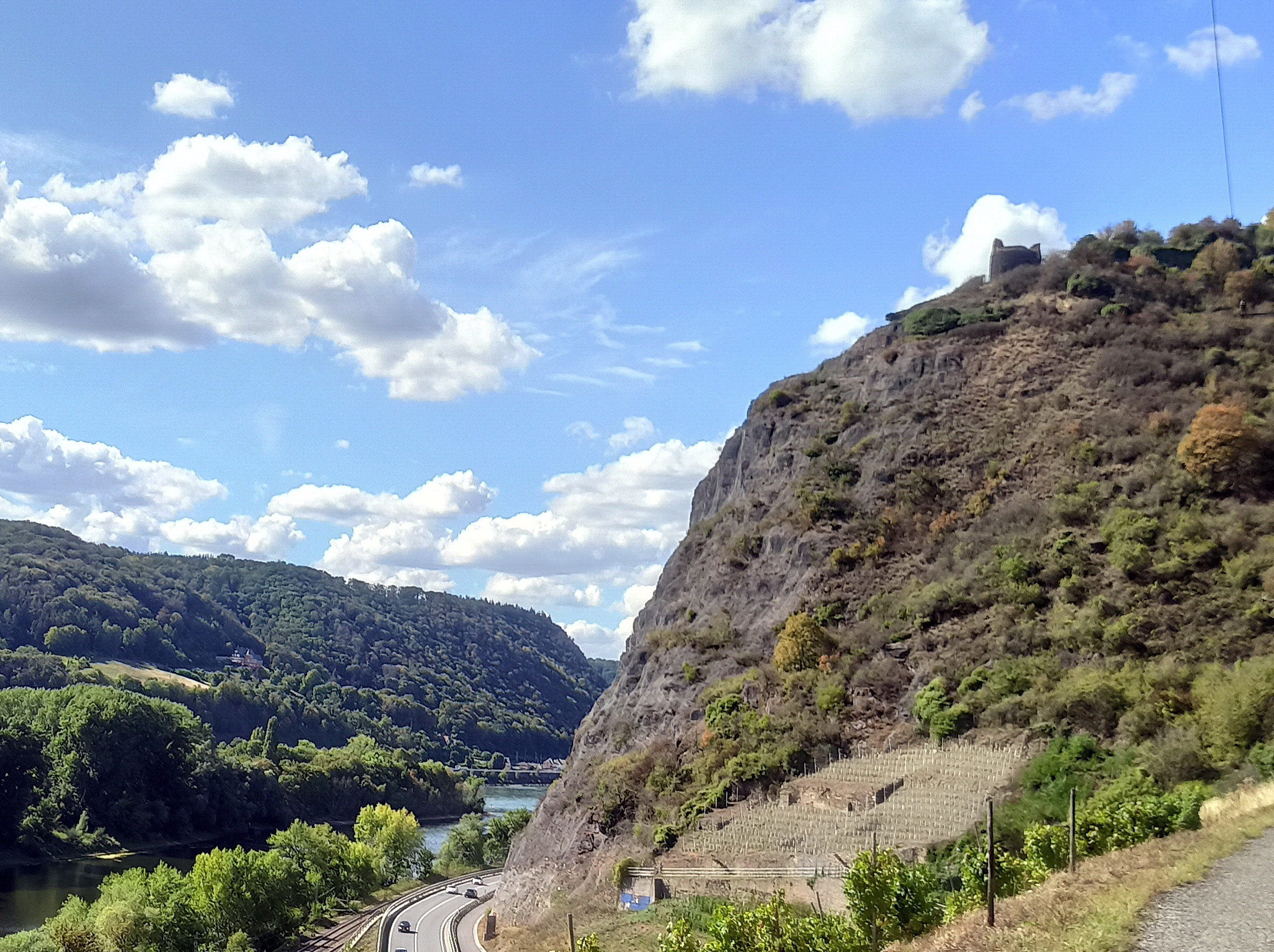
Rocher avec la ruine du château fort de Hammerstein; vue par le sud.

- Église St. George à Oberhammerstein dont les débuts de la construction remontent au Xe siècle. Ses deux cloches (de 96 et 61 cm) furent coulées vers l’an 1050. Elles sont les plus anciennes cloches dans toute la région du Rhin moyen.

- Maison de la Dîme (Burgmannshof ou Zehnthof) du XVIe siècle à l’endroit où, selon des écrits de 1176, se trouvait une cour royale.

- Ruines du château fort de Hammerstein. C’est le plus ancien des châteaux de toute cette vallée du Rhin moyen. IL fut mentionné en l’an 1000 comme château impérial (de). Y furent entreposés les regalia du Saint-Empire, qui sont les insignes et ornements du souverain élu à la tête du Saint-Empire romain germanique.

- Cimetière juif historique, se situant sur le chemin depuis Niederhammerstein vers la ruine du château fort.

- L’ile du Rhin « Hammersteiner Werth » se situant devant Hammerstein, dont les plages sont appréciées par la population locale.

- La villa château de Claurenbourg à Oberhammerstein fut mentionnée pour la première fois dans des écrits en 1125. Durant les années 1920 y fut aménagé une auberge de jeunesse.

## Héraldique
| Blason | Blasonnement : Sur fond rouge trois marteaux obliques argentés, organisés 2:1 Commentaires : L’héraldique des 3 marteaux correspond à celui des burgraves du château fort de Hammerstein, dont le territoire incluait celui des villages de Nieder- et de Oberhammerstein. Les couleurs initiales des marteaux rouges sur fond doré ont été modifiées pour rappeler la croix rouge de l’héraldique de l’électorat de Trèves. |